# Marie Dalsgaard Rønn
Marie Dalsgaard Rønn (født 1978 som Marie Christensen-Dalsgaard) er en dansk tv-vært, bedst kendt fra DR's Lille Nørd.
Sammen med sin makker fra Lille Nørd, Jeppe Vig Find, blev hun 1. maj 2008 ansat på TV 2 som redaktionschef, hvor de sammen blandt andet bidrog til udviklingen af TV2s børne-TV flade Bavian. I 2010 startede Marie og Jeppe deres eget produktionsselskab, Pilot Film.